# Manuel Álvarez Torneiro
Manuel Álvarez Torneiro, né le 7 juillet 1932 à La Corogne – mort le 8 octobre 2019 dans la même ville, est un poète et journaliste espagnol, principalement de langue galicienne.

## Œuvres
En galicien
- Memoria dun silencio (1982)
- Fértil corpo do soño (1985)
- Restauración dos días (1986)
- As voces consagradas (1992)
- As doazóns do incendio (1993)
- Rigorosamente humano (1994)
- Luz de facer memoria(1998)
- Os ángulos da brasa (2011)

En castillan
- Desnudo en barro (1983)
- Cenizas en el Salmó (1985).

## Distinctions
- Prix national de poésie 2013